# Paranecroscia operculata
Paranecroscia operculata är en insektsart som beskrevs av Ludwig Redtenbacher 1908. Paranecroscia operculata ingår i släktet Paranecroscia och familjen Diapheromeridae. Inga underarter finns listade i Catalogue of Life.